# 天神北出入口

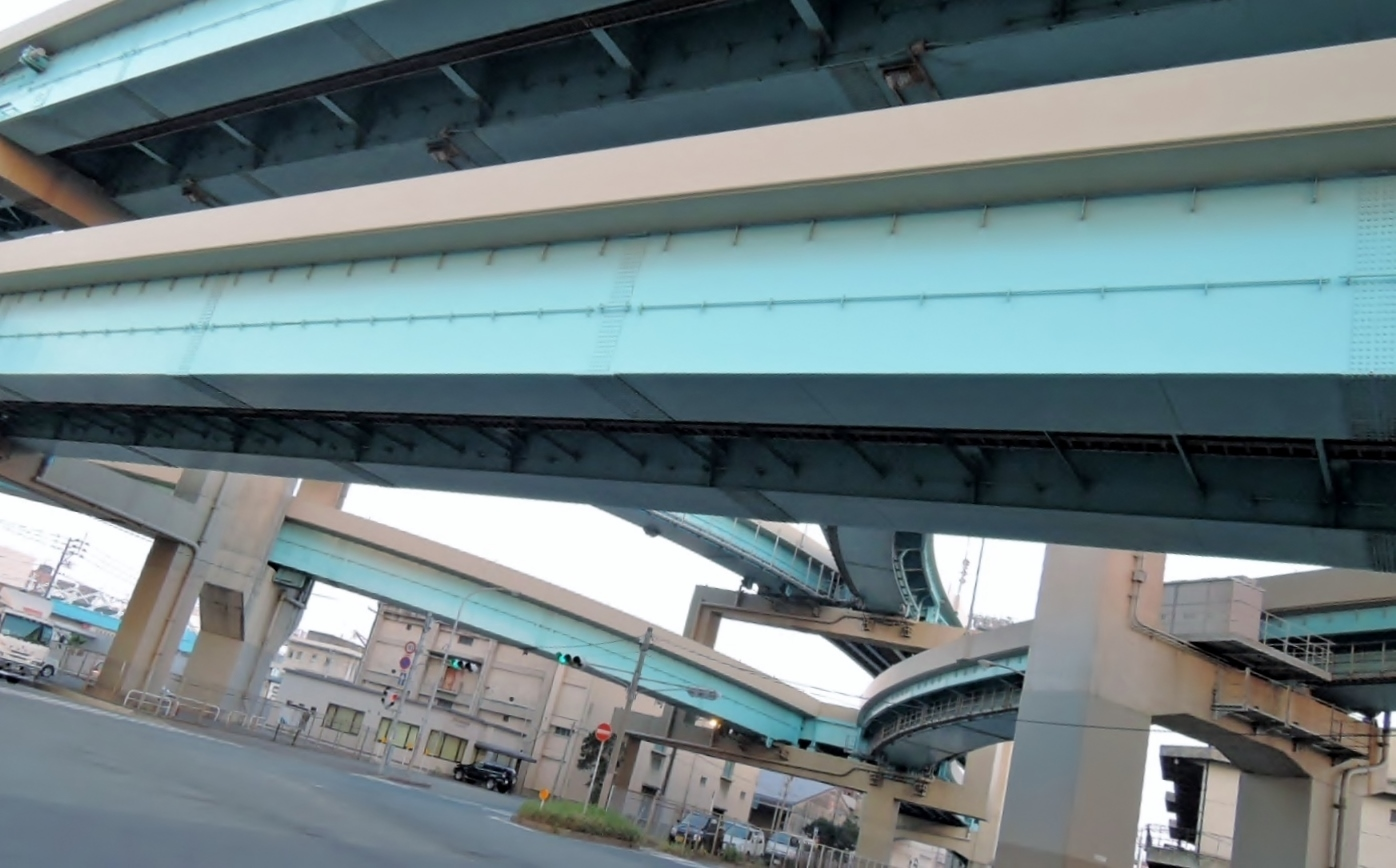
福岡高速環状線。手前は香椎方面（左手）と百道方面（右手）を結ぶ道路。その下の右側と真ん中奥を結ぶ道路は上側が天神北から百道へ向かう道路。下側が百道方面から天神北へ降りる道路。左側と真ん中奥を結ぶ道路は、上側が天神北から香椎方面へ向かう道路。下側が香椎方面から天神北に降りる道路。

天神北出入口（てんじんきたでいりぐち）は福岡県福岡市中央区にある福岡高速道路環状線の出入口。

## 概要
福岡市の繁華街・天神の北、福岡市中央卸売市場鮮魚市場（長浜）とボートレース福岡（那の津）の間に位置する。渡辺通りが那の津通りと交差して直進した先に料金所・ランプが位置しており、料金所を過ぎてランプの分岐を経て環状線の上下線に接続する直結Y字型インターチェンジの構造をしている（この付近の福岡高速環状線は本線が上下線で二層構造になっている）。
天神地区から市内各地向かう都市高経由の路線バスや、太宰府ICから九州自動車道経由で九州各地へ向かう一部の高速バスがこのランプを利用する。

## 料金所

### 入口
- ブース数：2
  - ETC専用：1
  - 一般：1

## 周辺
- 須崎埠頭
- 九州朝日放送
- 福岡競艇場
- 福岡県立美術館
- 福岡市役所
- ショッパーズ福岡（イオンショッパーズ福岡店）
- ミーナ天神（旧マツヤレディス）
- 日本銀行福岡支店
- 福岡中央郵便局
- 岩田屋
- 福岡三越
- 大丸福岡天神店
- 天神地下街
- 天神ビル
- 天神ツインビル
- ベスト電器福岡本店
- アクロス福岡
- 法務合同庁舎
- 福岡地方検察庁
- 大名
- 赤坂
- 那の津通り
- 渡辺通り

## 隣
福岡高速環状線
(110)西公園出入口 - (109)天神北出入口 - (108)築港出入口 - 千鳥橋JCT
- 築港出入口は千鳥橋JCT方面とのみ接続